# Rugbi a 7 als Jocs Olímpics d'Estiu de 2024 - Torneig femení
El torneig femení de Rugbi a 7 als Jocs Olímpics de París 2024 fou la 3a edició de l'esdeveniment femení en unes Olímpiades. El torneig es va disputar entre el 28 i el 30 de juliol de 2024, a l'Stade de France de París.
Nova Zelanda va tornar a guanyar la medalla d'or, després d'imposar-se a al final a l'equip del Canadà per 29-12. La medalla de bronze va ser per primera vegada per la selecció dels Estats Units, qui va guanyar a Austràlia, en el partit per la 3a posició, per 14-12.
L'equip de Nova Zelanda és la selecció més guardonada en la història de l'esdeveniment amb 2 medalles d'or i una medalla de plata.

## Format
Els dotze equips classificats van disputar la fase preliminar dividits en tres grups de quatre equips. Cada selecció va jugar contra les altres tres del seu grup i les dues millors de cada grup i els dos millors tercers passaven als quarts de final, quedant la resta eliminats. Els guanyadors dels quarts de final van passar a les semifinals i els perdedors van jugar entre ells en format eliminatori per decidir les places entre el 5è i el 8è. Els dos guanyadors de les semifinals van jugar el partit per decidir la medalla d'or i de plata, mentre que els perdedors van disputar el partit pel 3r i 4t lloc.

## Classificació
França, com a país amfitrió es va assegurar una plaça en el torneig. Les seleccions de Nova Zelanda, Austràlia, Estats Units i Irlanda es van classificar en les places atorgades en la temporada 22-23 de les World Rugby Sevens Series que van finalitzar el 14 de maig de 2023. A continuació, es van classificar les seleccions del Brasil, el Regne Unit, Canadà, Sud-àfrica, Fiji i el Japó, en els tornejos organitzats per cada associació regional (Europa, Amèrica del Nord, Àfrica, Àsia, Oceania i Amèrica del Sud). La última plaça fou per la Xina, després de guanyar el Torneig de Classificació.

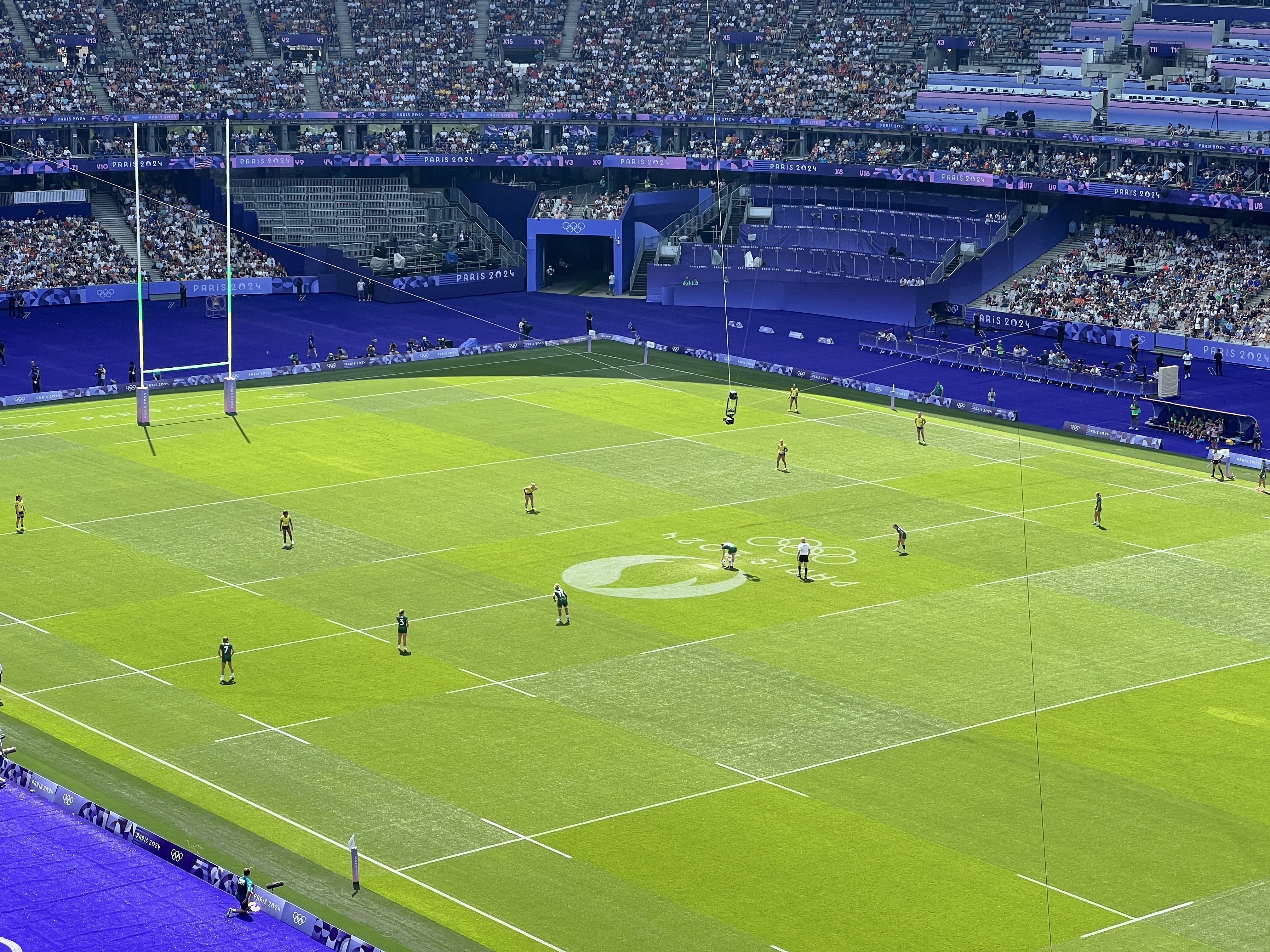
Partit de la fase classificatòria

| Esdeveniment                                   | Data                           | Seu        | Places | País classificat |
| ---------------------------------------------- | ------------------------------ | ---------- | ------ | ---------------- |
| País amfitrió                                  | -                              | -          | 1      | França           |
| World Rugby Sevens Series                      | 4 novembre 2022 - 14 maig 2023 | Vàries     | 4      | Nova Zelanda     |
| World Rugby Sevens Series                      | 4 novembre 2022 - 14 maig 2023 | Vàries     | 4      | Austràlia        |
| World Rugby Sevens Series                      | 4 novembre 2022 - 14 maig 2023 | Vàries     | 4      | Estats Units     |
| World Rugby Sevens Series                      | 4 novembre 2022 - 14 maig 2023 | Vàries     | 4      | Irlanda          |
| Torneig classificació Amèrica del Sud          | 17 - 18 juny 2023              | Montevideo | 1      | Brasil           |
| Jocs Europeus                                  | 25 - 27 juny 2023              | Cracòvia   | 1      | Regne Unit       |
| Torneig classificació Amèrica del Nord i Carib | 19 - 20 agost 2023             | Langford   | 1      | Canadà           |
| Torneig classificació Àfrica                   | 14 - 15 octubre 2023           | Monastir   | 1      | Sud-àfrica       |
| Torneig classificació Oceania                  | 10 - 12 novembre 2023          | Brisbane   | 1      | Fiji             |
| Torneig classificació Àsia                     | 18 - 19 novembre 2023          | Osaka      | 1      | Japó             |
| Torneig classificació olímpic                  | 21 - 23 juny 2024              | Mònaco     | 1      | Xina             |

## Fase de grups
Es van classificar les dues primeres seleccions de cada grup i les 2 millors terceres

### Grup A
| Posició | Equip        | J | G | E | P | PF  | PC | DP  | Punts |
| ------- | ------------ | - | - | - | - | --- | -- | --- | ----- |
| 1       | Nova Zelanda | 3 | 3 | 0 | 0 | 114 | 19 | +95 | 9     |
| 2       | Canadà       | 3 | 2 | 0 | 1 | 50  | 64 | -14 | 7     |
| 3       | Xina         | 3 | 1 | 0 | 2 | 62  | 81 | -19 | 5     |
| 4       | Fiji         | 3 | 0 | 0 | 3 | 33  | 95 | -62 | 3     |

| Fiji | 14 - 17 | Canadà | 28 de juliol de 2024 17:30h - - Stade de France París |
|      |         |        | 28 de juliol de 2024 17:30h - - Stade de France París |

| Nova Zelanda | 43 - 5 | Xina | 28 de juliol de 2024 18:00h - - Stade de France París |
|              |        |      | 28 de juliol de 2024 18:00h - - Stade de France París |

| Fiji | 12 - 40 | Xina | 28 de juliol de 2024 21:00h - - Stade de France París |
|      |         |      | 28 de juliol de 2024 21:00h - - Stade de France París |

| Nova Zelanda | 33 - 7 | Canadà | 28 de juliol de 2024 21:30h - - Stade de France París |
|              |        |        | 28 de juliol de 2024 21:30h - - Stade de France París |

| Canadà | 26 - 17 | Xina | 29 de juliol de 2024 16:00h - - Stade de France París |
|        |         |      | 29 de juliol de 2024 16:00h - - Stade de France París |

| Nova Zelanda | 38 - 7 | Fiji | 29 de juliol de 2024 16:30h - - Stade de France París |
|              |        |      | 29 de juliol de 2024 16:30h - - Stade de France París |

### Grup B
| Posició | Equip      | J | G | E | P | PF | PC | DP  | Punts |
| ------- | ---------- | - | - | - | - | -- | -- | --- | ----- |
| 1       | Austràlia  | 3 | 3 | 0 | 0 | 89 | 24 | +65 | 9     |
| 2       | Regne Unit | 3 | 2 | 0 | 1 | 52 | 65 | -13 | 7     |
| 3       | Irlanda    | 3 | 1 | 0 | 2 | 64 | 40 | +24 | 5     |
| 4       | Sud-àfrica | 3 | 0 | 0 | 3 | 22 | 98 | -76 | 3     |

| Irlanda | 12 - 21 | Regne Unit | 28 de juliol de 2024 15:30h - - Stade de France París |
|         |         |            | 28 de juliol de 2024 15:30h - - Stade de France París |

| Austràlia | 34 - 5 | Sud-àfrica | 28 de juliol de 2024 16:00h - - Stade de France París |
|           |        |            | 28 de juliol de 2024 16:00h - - Stade de France París |

| Irlanda | 38 - 0 | Sud-àfrica | 28 de juliol de 2024 19:00h - - Stade de France París |
|         |        |            | 28 de juliol de 2024 19:00h - - Stade de France París |

| Austràlia | 36 - 5 | Regne Unit | 28 de juliol de 2024 19:30h - - Stade de France París |
|           |        |            | 28 de juliol de 2024 19:30h - - Stade de France París |

| Regne Unit | 26 - 17 | Sud-àfrica | 29 de juliol de 2024 14:00h - - Stade de France París |
|            |         |            | 29 de juliol de 2024 14:00h - - Stade de France París |

| Austràlia | 19 - 14 | Irlanda | 29 de juliol de 2024 14:30h - - Stade de France París |
|           |         |         | 29 de juliol de 2024 14:30h - - Stade de France París |

### Grup C
| Posició | Equip        | J | G | E | P | PF  | PC | DP  | Punts |
| ------- | ------------ | - | - | - | - | --- | -- | --- | ----- |
| 1       | França       | 3 | 3 | 0 | 0 | 106 | 14 | +92 | 9     |
| 2       | Estats Units | 3 | 2 | 0 | 1 | 74  | 43 | +31 | 7     |
| 3       | Japó         | 3 | 1 | 0 | 2 | 46  | 97 | -51 | 5     |
| 4       | Brasil       | 3 | 0 | 0 | 3 | 17  | 89 | -72 | 3     |

| Estats Units | 36 - 7 | Japó | 28 de juliol de 2024 16:30h - - Stade de France París |
|              |        |      | 28 de juliol de 2024 16:30h - - Stade de France París |

| França | 26 - 0 | Brasil | 28 de juliol de 2024 17:00h - - Stade de France París |
|        |        |        | 28 de juliol de 2024 17:00h - - Stade de France París |

| Estats Units | 24 - 5 | Brasil | 28 de juliol de 2024 20:00h - - Stade de France París |
|              |        |        | 28 de juliol de 2024 20:00h - - Stade de France París |

| França | 49 - 0 | Japó | 28 de juliol de 2024 20:30h - - Stade de France París |
|        |        |      | 28 de juliol de 2024 20:30h - - Stade de France París |

| Japó | 39 - 12 | Brasil | 29 de juliol de 2024 15:00h - - Stade de France París |
|      |         |        | 29 de juliol de 2024 15:00h - - Stade de France París |

| França | 31 - 14 | Estats Units | 29 de juliol de 2024 15:30h - - Stade de France París |
|        |         |              | 29 de juliol de 2024 15:30h - - Stade de France París |

## Fase eliminatòria

### 9-12 posició
|  | Semifinals       | Semifinals       |   |                  | Partit pel 9è lloc    | Partit pel 9è lloc |
|  |                  |                  |   |                  |                       |                    |
|  | 29 juliol 20:00h |                  |   |                  |                       |                    |
|  | Japó             | 15               |   |                  |                       |                    |
|  | Sud-àfrica       | 12               |   |                  |                       |                    |
|  |                  |                  |   |                  |                       |                    |
|  |                  |                  |   |                  | 30 juliol 17:00h      |                    |
|  |                  |                  |   |                  | Japó                  | 38                 |
|  |                  | Brasil           | 7 |                  |                       |                    |
|  |                  |                  |   |                  |                       |                    |
|  |                  |                  |   |                  |                       |                    |
|  |                  |                  |   |                  | Partit per l'11è lloc |                    |
|  | 29 juliol 20:30h | 29 juliol 20:30h |   | 30 juliol 16:30h | 30 juliol 16:30h      |                    |
|  | Fiji             | 22               |   | Sud-àfrica       | 21                    |                    |
|  | Brasil           | 28               |   |                  | Fiji                  | 5                  |

### 5-8 posició
|  | Semifinals       | Semifinals       |    |                  | Partit pel 5è lloc | Partit pel 5è lloc |
|  |                  |                  |    |                  |                    |                    |
|  | 30 juliol 14:30h |                  |    |                  |                    |                    |
|  | Xina             | 19               |    |                  |                    |                    |
|  | Regne Unit       | 15               |    |                  |                    |                    |
|  |                  |                  |    |                  |                    |                    |
|  |                  |                  |    |                  | 30 juliol 18:30h   |                    |
|  |                  |                  |    |                  | Xina               | 7                  |
|  |                  | França           | 21 |                  |                    |                    |
|  |                  |                  |    |                  |                    |                    |
|  |                  |                  |    |                  |                    |                    |
|  |                  |                  |    |                  | Partit pel 7è lloc |                    |
|  | 30 juliol 15:00h | 30 juliol 15:00h |    | 30 juliol 18:00h | 30 juliol 18:00h   |                    |
|  | França           | 19               |    | Regne Unit       | 28                 |                    |
|  | Irlanda          | 7                |    |                  | Irlanda            | 12                 |

### Quarts de final
|  | Quarts de final  | Quarts de final  |                  |           | Semifinals   | Semifinals  |  |  | Final            | Final |
|  |                  |                  |                  |           |              |             |  |  |                  |       |
|  | 29 juliol 21:00h |                  |                  |           |              |             |  |  |                  |       |
|  |                  |                  |                  |           |              |             |  |  |                  |       |
|  | Nova Zelanda     | 55               |                  |           |              |             |  |  |                  |       |
|  | Nova Zelanda     | 55               | 30 juliol 15:30h |           |              |             |  |  |                  |       |
|  | Xina             | 5                |                  |           |              |             |  |  |                  |       |
|  | Xina             | 5                | Nova Zelanda     | 24        |              |             |  |  |                  |       |
|  | 29 juliol 21:30h |                  | Nova Zelanda     | 24        |              |             |  |  |                  |       |
|  |                  | Estats Units     | 12               |           |              |             |  |  |                  |       |
|  | Regne Unit       | Estats Units     | 12               | 7         |              |             |  |  |                  |       |
|  | Regne Unit       |                  | 30 juliol 19:45h | 7         |              |             |  |  |                  |       |
|  | Estats Units     | 17               |                  |           |              |             |  |  |                  |       |
|  | Estats Units     | 17               | Nova Zelanda     | 19        |              |             |  |  |                  |       |
|  | 29 juliol 22:00h |                  | Nova Zelanda     | 19        |              |             |  |  |                  |       |
|  |                  | Canadà           | 12               |           |              |             |  |  |                  |       |
|  | França           | Canadà           | 12               | 14        |              |             |  |  |                  |       |
|  | França           | 30 juliol 16:00h |                  | 14        |              |             |  |  |                  |       |
|  | Canadà           | 19               |                  |           |              |             |  |  |                  |       |
|  | Canadà           | 19               | Canadà           | 21        | Tercer lloc  | Tercer lloc |  |  |                  |       |
|  | 29 juliol 22:30h |                  | Canadà           | 21        | Tercer lloc  | Tercer lloc |  |  |                  |       |
|  |                  | Austràlia        | 12               |           |              |             |  |  |                  |       |
|  | Austràlia        | Austràlia        | 12               | 40        | Estats Units | 14          |  |  |                  |       |
|  | Austràlia        |                  |                  | 40        | Estats Units | 14          |  |  |                  |       |
|  | Irlanda          | 7                |                  | Austràlia | 12           |             |  |  |                  |       |
|  | Irlanda          | 7                |                  |           | 12           |             |  |  |                  |       |
|  |                  |                  |                  |           |              |             |  |  | 30 juliol 19:00h |       |
|  |                  |                  |                  |           |              |             |  |  |                  |       |

## Classificació final
| Posició | Equip        |
| ------- | ------------ |
| 1       | Nova Zelanda |
| 2       | Canadà       |
| 3       | Estats Units |
| 4       | Austràlia    |
| 5       | França       |
| 6       | Xina         |
| 7       | Regne Unit   |
| 8       | Irlanda      |
| 9       | Japó         |
| 10      | Brasil       |
| 11      | Sud-àfrica   |
| 12      | Fiji         |

## Medaller històric
| Posició | País         | 1 | 2 | 3 | Total |
| ------- | ------------ | - | - | - | ----- |
| 1       | Nova Zelanda | 2 | 1 | 0 | 3     |
| 2       | Austràlia    | 1 | 0 | 0 | 1     |
| 3       | Canadà       | 0 | 1 | 1 | 2     |
| 4       | França       | 0 | 1 | 0 | 1     |
| 5       | Fiji         | 0 | 0 | 1 | 1     |
| 5       | Estats Units | 0 | 0 | 1 | 1     |